# Възнесение Господне (Крушево, Сярско)
„Възнесение Господне“ или „Свети Спас“ (на гръцки: Αναλήψεως Αχλαδοχωρίου) е средновековна православна скална църква, разположена североизточно от село Крушево (Ахладохори), Егейска Македония, Гърция, част от Валовищката епархия.
Църквата се намира в пещерата Капе, скътана в южните склонове на планината Алиботуш. В нея са запазени стенописи от късновизантийския период.
Според предание, записано от българския учен Йордан Н. Иванов тя е построена по време на гоненията срещу християните от някой си Трайче, който се спасил тук от преследванията на иноверците. Местният управител заповядал да я изгорят, но тя останала непокътната в пещерата. Храмът „Свети Спас“ е описан образно от поета Пейо Яворов в „Хайдушки копнения“. За него през 1916 година историка-фолклорист Антон Попстоилов пише: 
| „ | На север от „Градище“, в дъното на пещерна клисура има пещера под име „Капè”, в която има пещерна черквица „Св. Спас“, на границата между районите на селата Кърчово и Крушово. Тая черквица е много интересна, защото има остатъци от стара иконопис със славянски надписи. Иконописта и надписите са много повредени, защото върху тях има втора мазилка и иконопис от 1855 г. | “ |

В 1992 година църквата е обявена за защитен паметник на културата.